# Tot, kto nezjneje
Tot, kto nezjneje (russisk: Тот, кто нежнее) er en russisk-kasakhisk spillefilm fra 1996 af Abaj Karpykov.

## Medvirkende
- Bopesh Jandaev som Danesj
- Ksenija Katjalina som Aljona
- Nikolaj Stotskij som Gosja
- Andrej Rostotskij som Ramazan
- Farhat Abdraimov som Farhat